# Pytilia hypogrammica
Pytilia hypogrammica là một loài chim trong họ Estrildidae.